# Cape au Moine, Montreux
Cape au Moine är en bergstopp i Schweiz. Den ligger i distriktet Riviera-Pays-d'Enhaut och kantonen Vaud, i den sydvästra delen av landet, 60 km sydväst om huvudstaden Bern. Toppen på Cape au Moine är 1 941 meter över havet.